# The Biggest Loser (États-Unis)
 (juillet 2021).
 (octobre 2009).
Améliorez-le ou discutez des points à vérifier. 
The Biggest Loser en VO, Qui Perd gagne au Québec  et Le Grand Perdant en France, est un programme télévisé américain de téléréalité diffusé sur le réseau NBC depuis le 19 octobre 2004. En France, l'émission est diffusée sur W9, Téva et AB1.
La treizième saison est diffusée dès le 3 janvier 2012. L’émission est arrêtée définitivement après 17 saisons en 2016.

## But de l'émission
Le but de l'émission est de permettre aux candidats en surcharge pondérale de concourir pour gagner 250 000 $ en perdant le pourcentage le plus élevé de leur masse corporelle par rapport au début de l'émission.
Les candidats sont ensuite répartis dans des équipes ayant chacune un entraîneur personnel. Pour les 3 premières saisons et les saisons 5 et 6, il y avait deux équipes et deux entraîneurs, tandis que la quatrième saison comportait trois équipes et trois entraîneurs. Les entraîneurs sont chargés de concevoir et d'enseigner des programmes complets d'entraînement et des programmes diététiques pour les candidats.
Les candidats sont pesés en début de saison. De plus, ils sont pesés chaque semaine afin de déterminer quelle équipe a perdu le plus de poids en se basant sur le pourcentage du poids total perdu. L'équipe qui a perdu le pourcentage le plus faible durant cette semaine doit éliminer un membre son équipe.
Quand le nombre de candidats s'est rétréci à un petit nombre prédéterminé par la production (inconnu aux candidats), les équipes sont dissoutes. Les candidats sont alors en concurrence individuelle, bien qu'ils continuent à travailler avec leurs entraîneurs originaux. Chaque semaine, les deux personnes qui ont perdu le plus petit pourcentage de poids sont nommées : l’une d’elles sera éliminée.
Les entraîneurs sont motivés pour pousser leurs différents candidats par une structure prédéterminée de bonification, car l'entraîneur du candidat gagnant gagnera lui aussi 100 000 $.
Des motivations pour les candidats éliminés existent aussi. Les candidats qui ont été éliminés essayent toujours de perdre du poids car ils concourent pour le prix À la maison de 100 000 $. Les qualifiés aux finales continuent à perdre du poids avec les entraîneurs de programme et concourront par la suite pour un prix plus élevé de 250 000 $. Tous les deux seront récompensés en finale. Le nombre d'épisodes se corrèle directement avec le nombre de semaines que les finalistes ont passé à travailler avec leurs entraîneurs. Une fois que le dernier épisode d'une saison est filmé et les finalistes ont été choisis, ces candidats retournent à la maison pour continuer à perdre du poids tout seuls. Une fois que tous les épisodes sont diffusés, tous les candidats sont amenés de nouveau à mesurer leur progrès avant que les récompenses ne soient données.

## Format des épisodes
Les épisodes sont en général d'une durée de deux heures. La structure générale d'un épisode se déroule comme suit :
1. Tentation : Les candidats se retrouvent le premier jour de la semaine dans une situation qui implique une tentation. La tentation exige habituellement que les candidats jouent, en consommant de la nourriture délicieuse mais très calorique en échange de ce qui peut sembler être un compromis. Les bénéfices peuvent être connus à l'avance ou non par les candidats. Les exemples incluent : manger de la nourriture sucrée pour avoir la permission d'appeler leurs proches, manger une grande tranche de gâteau pour gagner un prix inconnu (comme un vélo d'appartement par exemple). Les candidats ont un temps déterminé pour bénéficier de cette offre.
2. Le challenge : Les candidats concourent pour gagner un prix, d'abord en équipes et ensuite individuellement lorsque les équipes sont dissoutes. Après le challenge, l'équipe gagnante savourant sa victoire est montrée aux téléspectateurs tandis que l'équipe perdante accepte sa défaite. Les prix s'étendent entre des équipements d'exercice aux téléphones mobiles ou des Pound Passes. Cela permet aux candidats d'avoir une grande perte de poids (par exemple une perte de poids de 6 lb aurait comme conséquence une perte de poids de 7 lb si un candidat a gagné un  Pound Passes).
3. Mesure de poids : Tous les candidats sont pesés pour déterminer le poids qu'ils ont perdu relativement à leur poids initial. Pendant le concours, l'équipe qui perd le pourcentage le plus élevé gagne et l'équipe perdante doit éliminer une personne. Quand les équipes sont dissoutes et que le concours devient individuel, l'un des deux candidats qui perd le pourcentage de poids le plus bas doit être éliminé.
4. Le vote : L'équipe perdante se réunit dans une salle à manger qui possède des réfrigérateurs étiquetés des noms de chaque candidat, et remplis de la nourriture préférée de chaque concurrent. Le nom de chaque candidat est illuminé sur les réfrigérateurs. Lorsque les candidats éliminent une personne, la lumière de son réfrigérateur s'éteint. Pendant le concours, les membres perdants portent un plat couvert contenant le nom de la personne qu'ils souhaitent éliminer. Les membres de l'équipe qui ont perdu le pourcentage le plus élevé du poids pendant la semaine sont considérés immunisés et ne peuvent être éliminés. En cas d'égalité, l'équipe gagnante décide quel membre de l'équipe perdante sera éliminé. Pendant le concours individuel, le destin des deux candidats dans le bloc de hachage sera déterminé par les autres joueurs. En cas d’égalité, on élimine le candidat qui a perdu le plus petit pourcentage de poids.

## Distribution
Durant les trois premières saisons, le programme a été présenté par la comédienne canadienne Caroline Rhea. Au début de la quatrième saison de la série, Rhea a été remplacée par l'actrice du feuilleton Des jours et des vies, Alison Sweeney. Le créateur/producteur exécutif J.D. Roth est le narrateur de la série.
Bob Harper, Jillian Michaels et Kim Lyons sont les entraîneurs personnels assignés pour aider les concurrents. Michaels était l'entraîneuse  personnelle pour les deux premières saisons et les éditions spéciales, mais a été remplacée par Lyons dans la troisième saison. La raison de son départ, selon une entrevue avec le magazine WHO, était qu'elle n'aimait pas l'image qu'on avait d'elle. Michaels et Lyon sont revenues dans la quatrième saison, avec Michaels formant une troisième équipe noire.
Pour la cinquième saison, Michaels est devenue le seul entraîneur féminin. Selon Rene Lynch de Los Angeles Times, Lyons s'est retirée de l'émission pour finir des projets personnels qu'elle avait déjà lancés avant de signer son contrat, y compris une série télévisuelle. Elle n'est actuellement pas sûre de revenir dans les autres saisons.

## Tournage
Les deuxième et troisième saisons ont été tournées au Hummingbird Nest Ranch. Les dernières saisons sont tournées près du Malibu Creek State Park.

## Saisons

### Saison 1
- Date originale de diffusion : 19 octobre 2004 – 14 décembre 2004
- Nombre d’épisodes : 9 épisodes, 1 finale
- La première saison de The Biggest Loser a comporté 12 candidats divisés en deux équipes: équipe rouge et équipe bleue. L'équipe rouge a été entraînée par l’entraîneuse Jillian Michaels, alors que l’équipe bleue a été entraînée par l'entraîneur Bob Harper. Le gagnant du prix 250 000 $ était Ryan, avec une perte de poids totale de 46 kg (environ 122 livres) (37 %).

### Saison 2
- Date originale de diffusion : 13 septembre 2005 – 29 novembre 2005
- Nombre d’épisodes : 11 épisodes, 1 finale
- La deuxième saison a comporté quatorze concurrents divisés en deux équipes basées sur le sexe. Les femmes ont été entraînées par Bob Harper et les hommes par l’entraîneuse Jillian Michaels. La saison deux a présenté un changement. Le gagnant serait celui qui a le plus grand pourcentage de poids total perdu, plutôt que le nombre de kilos (livres) perdus. Cette modification a été apportée pour permettre l’égalité entre les concurrents ayant des poids variables. Matt fut le gagnant final. Dans cette saison, les concurrents Suzy Preston et Matt Hoover (respectivement troisième et le gagnant) ont commencé à sortir ensemble après l'émission et se sont mariés (indiqué dans une entrevue sur Larry King Live). En 2007, ils ont eu leur premier enfant et un autre, juste un an après.

### Saison 3
- Date originale de diffusion : 20 septembre 2006 – 29 novembre 2006
- Nombre d’épisodes : 11 épisodes, 1 finale
- La troisième saison a commencé le 20 septembre 2006 avec 50 concurrents (le plus grand nombre jusqu’à maintenant), un concurrent de chaque état d'États-Unis. Kim Lyons  joint le programme, remplaçant Jillian Michaels en tant que l'entraîneuse de l'équipe rouge pendant seulement une saison. Après la mesure de poids et les exercices initiaux, 14 concurrents ont été choisis pour rester au ranch. Les 36 autres contestants ont participé en perdant du poids à domicile. Plus tard dans la saison, des joueurs qui ont perdu le plus grand pourcentage de poids ont été ramenés au ranch.

### Saison 4
- Date originale de diffusion : 11 septembre 2007 – 18 décembre 2007
- Nombre d’épisodes : 14 épisodes, 1 finale
- Le 28 novembre 2006, NBC a annoncé une quatrième saison de  The Biggest Lose. En février 2007, on a annoncé que Caroline Rhea quittait l'émission, pour être remplacé par l’actrice qui a joué dans Des jours et des vies Alison Sweeney. Alison Sweeney rejoint le The Biggest Loser le 11 septembre 2007. On y a également annoncé qu'il y aura trois équipes (identifiées par la couleur que chaque membre de l'équipe porte : bleu, rouge, ou noir), avec Bob Harper, Jillian Michaels et Kim Lyons retournant en tant qu'entraîneurs personnels. Un des concurrents de cette saison était Amber Walker, un infirmier de Pasadena, Texas, qui a gagné la voix des téléspectateurs parmi les candidats potentiels dans l’édition de NBC du 23 avril 2007. Les noms des concurrents ont été annoncés par NBC le 2 août 2007.

Les gagnants furent deux jumeaux : Jim qui a gagné le prix pour les concurrents éliminés, et Bill qui a gagné le grand prix de 250 000 $ et a été nommé The Biggest Loser de cette quatrième saison.
L'équipe noire de Jillian Michaels a éliminé l'équipe rouge de Kim Lyons et l'équipe bleue de Bob Harper. De ce fait, elle a aussi éliminé les deux entraîneurs des concurrents. Les quatre concurrents finaux se sont composés seulement de membres de l'équipe noire, dont Jim était également un membre avant qu'il n' ait été éliminé.

### Saison 5
- Date originale de diffusion : 1er janvier 2008 – 15 avril 2008
- Nombre d’épisodes : 15 épisodes, 1 finale
- Le 24 septembre 2007, NBC a annoncé que The Biggest Loser avait été renouvelé pour une cinquième saison. La Saison 5 a été présentée en première le 1er janvier 2008. Dans cette saison, 20 candidats concourent en binôme avec des aimées, des collègues ou des amis, excepté une équipe d'étrangers. Alison Sweeney y revient comme l’animatrice pour sa deuxième saison. Bob Harper et Jillian Michaels s'occupent de former les candidats.

Dans l'épisode final de saison diffusé le 15 avril 2008, Berniea a gagné le prix pour les candidats éliminés, perdant 130 livres et gagnant 100 000 $.
Ali Vincenta qui a perdu le plus grand pourcentage de poids est devenue la première Biggest Loser féminine de la série aux États-Unis, battant Roger et Kelly. Cependant, internationalement, elle n'est pas la première; c’est Jodie Prenger qui a été la première dans la deuxième saison au Royaume-Uni.
En outre, Ali est également la première gagnante à s'exercer avec Bob et Jillian. En outre, elle est la première gagnante à revenir après avoir été éliminée une semaine plus tôt. Elle s'est exercée la première fois avec Bob avant d'être éliminée à la quatrième semaine. Quand elle est revenue, elle s'est orientée vers Jillian, et sous sa formation, a continué pour gagner le titre. Cependant, en calculant le temps qu'Ali a passé avec Bob et Jillian, le résultat final est égal.

### Saison 6
Cette saison s’appelle The Biggest Loser: Families. Elle a été diffusée la première fois le 16 septembre 2008. Dans cette saison, 16 candidats concourent en binôme. C'est la première saison à avoir peu de concurrents au ranch par rapport aux autres saisons précédentes. Quatre équipes se composent de couples mariés, s'exerçant avec Bob, alors que les autres équipes sont des équipes parent/enfant s'exerçant avec Jillian. Alison Sweeney y revient comme animatrice pour sa troisième saison.

### Saison 7
NBC a annoncé qu'il y aura une deuxième édition de The Biggest Loser: Couples.

### Diffusion
| Saison                         | Épisodes | Début de saison   | Fin de saison    | Classement | Téléspectateurs (en millions) |
| ------------------------------ | -------- | ----------------- | ---------------- | ---------- | ----------------------------- |
| Saison 1                       | 10       | 19 octobre 2004   | 14 décembre 2004 | #37        | 10.3                          |
| Saison 2                       | 12       | 13 septembre 2005 | 29 novembre 2005 | #48        | 10.1                          |
| Saison 3                       | 12       | 20 septembre 2006 | 29 novembre 2006 | #68        | 8.3                           |
| Saison 4                       | 15       | 11 septembre 2007 | 18 décembre 2007 | #72        | 8.16                          |
| Saison 5 - Couples             | 16       | 1er janvier 2008  | 15 avril 2008    | #57        | 8.96                          |
| Saison 6 - Families            | 13       | 16 septembre 2008 | 16 décembre 2008 | #57        | 8.66                          |
| Saison 7 - Couples 2           | 19       | 6 janvier 2009    | 12 mai 2009      | #39        | 10.25                         |
| Saison 8 - Second Chances      | 13       | 15 septembre 2009 | 8 décembre 2009  | #30        | 10.41                         |
| Saison 9 - Couples 3           | 19       | 5 janvier 2010    | 25 mai 2010      | #37        | 9.41                          |
| Saison 10 - Pay It Forward     | 13       | 21 septembre 2010 | 14 décembre 2010 | #49        | 8.28                          |
| Saison 11 - Couples 4          | 21       | 4 janvier 2011    | 24 mai 2011      | #47        | 8.46                          |
| Saison 12 - Battle of the Ages | 13       | 20 septembre 2011 | 13 décembre 2011 | #71        | 6.93                          |
| Saison 13 - No Excuses         | 18       | 3 janvier 2012    | 1er mai 2012     | #65        | 7.18                          |
| Saison 14 - Challenge America  | 12       | 6 janvier 2013    | 18 mars 2013     | 45         | 7.28                          |
| Saison 15 -                    |          | 8 octobre 2013    |                  |            |                               |

## Spin Off
Un Spin Off de The Biggest Loser, The Biggest Loser: Special Edition comporte une équipe de personnes concurrençant une autre équipe, chaque compétition est diffusée en deux épisodes d'une heure. Ils passent 11 jours au ranch travaillant avec Bob et Jillian. Après ils retournent à la maison pour continuer à perdre du poids. Les groupes annoncés ont inclus « famille contre famille », « couples fiancés contre couples fiancés », et « soldats de marine contre soldats de marine».

## Candidats
Il avait plus de 300 candidats compris dans les 6 saisons aux États-Unis, 5 éditions spéciales aux États-Unis, 3 saisons australiennes, 1 saison britannique, 1 saison indienne, 1 saison mexicaine et 1 saison sud-africaine. Ce chiffre n'inclut pas les 2 saisons additionnelles britanniques, les saisons israéliennes, hongroises et d'autres variantes du jeu dans d'autres pays.
Le concurrent le plus lourd dans le jeu était Damien Wicks de la deuxième saison australienne, commençant à 216,3 kg (477 livres) et le concurrent le plus léger était Lizzeth de la première saison aux États-Unis, commençant à 75,8 kg (167), bien que pendant l’édition spéciale « épouses navales contre épouses marines », Amber a commencé à 71,2 kg (157 livres). Le pourcentage perdu le plus élevé depuis le début de l’émission jusqu’à la finale était de 52,58 % réalisés par Erik (qui a été aussi la personne qui a perdu le plus de poids avec 214 livres) et par une femme avec un pourcentage de 50,43 % par Poppi tous les deux lors de la troisième saison aux États-Unis. Le poids le plus élevé perdu en une semaine était de 15,5 kg (34 livres) par "Big Wal", la première saison australienne, bien que le pourcentage le plus élevé soit de 10,84 % par Edwin Chapman dans une édition spéciale. La perte féminine la plus élevée en une semaine était Sarah Eberwein avec 11,34 kg (25 livres) dans une édition spéciale et le pourcentage le plus élevé fut réalisé par Lael avec une perte de 10,35 %. Le plus jeune concurrent était Sam dans la troisième saison australienne, à l’âge de 19 ans (le plus jeune dans le monde entier), et le plus vieux était Jerry, 62 ans de la quatrième saison américaine.

## Avertissement à la fin de l’émission
À la fin de l’émission il y a l’avertissement suivant : « Nos candidats ont été surveillés par des médecins pendant qu’ils participent à l'émission, leurs régimes et leurs exercices ont été conçus en fonction de leurs statuts médicaux et leurs besoins. Consulter votre propre docteur avant d'entreprendre le moindre programme de régime ou d'exercice. »

## Sources
- (en) Cet article est partiellement ou en totalité issu de l’article de Wikipédia en anglais intitulé « The Biggest Loser » (voir la liste des auteurs).